# 박원규
박원규(朴元圭, 1957년 11월 2일~2014년 1월 18일)는 충북대학교 농업생명환경대학 목재·종이과학과 교수로서, 목재의  나이테를 측정하는 연륜연대학 연구자이다.

## 숭례문 조사
박교수는 충북대의 교수연구실에서 목을 매어 사망했으며, 양복 주머니에서 '너무 힘들다, 먼저 가서 미안하다'는 메모가 발견되어, 자살한 것으로 추측되고 있다. 그러나 자살하는 사람이 아내와 점심식사를 약속하고 그 시간에 갑자기 자살했다는 것은 그렇게 상식적인 사례는 아니다.
2014년 1월 3일, 경찰청 지능범죄수사대는 숭례문 복구와 앞선 광화문 복원 공사에서 나무를 공급한 신응수 대목장이 관급 목재를 빼돌리고 값싼 러시아산 소나무로 바꿔치기했다는 의혹과 관련하여 법원의 수색영장을 발부받아, 신 대목장 서울 자택과 그의 아들이 운영하는 강릉 W 목재상, 광화문 안에 있는 신 대목장의 치목장(나무를 다듬는 곳) 등 5∼6곳을 압수수색했다. 박교수가 경찰측의 수사에 대한 과학적 검증을 맡았다.
[박원규/충북대 목재종이과학과 교수 : 준경묘(금강송) 채취가 아님이 유력한 것으로 2개, 5개는 판단 불가가 되겠습니다.]. 이 보도는 2014년 1월 17일에 보도되었다. 그리고 하루 뒤에 아내와의 점심식사를 약속한 상태에서 갑자기 교수연구실에서 사망했다.

## 관련보도
- 2000년 충북대학교 농업과학기술연구소의 박원규 박사가 폴란드 순수예술원의 코마스 봐즈니 교수 등과 함께 경복궁 경회루에 사용된 소나무의 나이테를 검사한 결과 이 목재가 1864∼1866년 겨울에 벌목됐을 것으로 추정했다. 이는 경회루 축조 연대(1867년)와 일치하는 것으로 연륜연대측정법의 정밀성을 다시 한 번 확인시켜 주었다.[4] 충북대 농업과학기술연구소 박원규(42.산림과학부) 교수는 폴란드 순수예술원보존학부 토마스 봐즈니(Tomasz Wazny) 교수 등 5명과 공동으로 최근 발표한 `고목재 나이테를 이용한 한국 전통목조건축의 연대측정' 제하 논문에서 이같이 밝혔다.[5]

- 우리나라는 충북대에 있는 목재연륜소재은행(은행장 박원규 교수)이 지난 10년간 소나무로 데이터베이스를 구축, 800년 전까지 나이테 패턴을 확보해 두었다.[6]
- 2010년 박원규 충북대 목재·종이과학과 교수는 "건축물 나무 부재(뼈대를 이루는 중요한 재료)의 벌채 연도를 알면 건축 시기를 추측할 수 있다"며 "숭례문 목부재 68점의 나이테 연대를 측정한 결과 1860년대에 대대적인 지붕 공사가 있었던 흔적을 찾았고, 조선 태조 때 사용됐던 건축양식을 가진 목부재도 알아냈다"고 말했다.[7]